# Síndrome de congestión pélvica

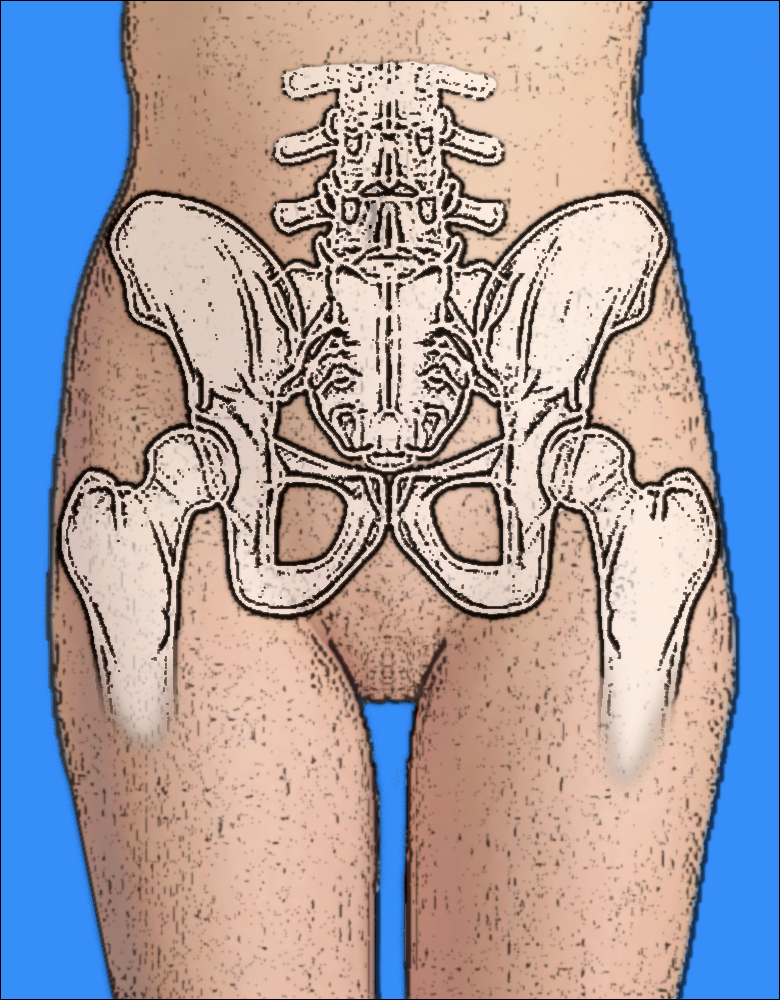

El síndrome de congestión pélvica es una enfermedad pélvica inflamatoria que padecen exclusivamente las mujeres. Se trata de una congestión de las venas que drenan los ovarios y el útero,  y que  causa un dolor pélvico crónico. De hecho, se define como la presencia de varices de las venas ováricas y pélvicas asociadas a un dolor crónico en la región de la pelvis. En el CIE 11 aparece dentro de la clasificación GA34.

## Definición
El síndrome de congestión pélvica es una enfermedad pélvica inflamatoria que padecen exclusivamente las mujeres en su aparato reproductor. Se trata de una congestión de las venas que drenan los ovarios y el útero.   Este síndrome de congestión pélvica es una de las muchas causas de dolor pélvico crónico en las mujeres. Sin embargo, no todas las pacientes con varices pélvicas tienen este síndrome ya que son muchas más las pacientes con varices pélvicas asociadas a venas varicosas en la extremidad inferior que las que tienen diagnóstico de síndrome de congestión pélvica.
Este síndrome se caracteriza clínicamente por un dolor crónico continuo  y pesadez. Estos síntomas aumentan durante el período premenstrual, cuando se pasa mucho tiempo de pie o con cualquier actividad que aumente la presión intraabdominal. También aparece el dolor antes o después de practicar relaciones sexuales.
Se produce un dolor pélvico crónico que suele comenzar en la ovulación y durar hasta el final de la menstruación. Además el útero se inflama y vuelve voluminoso. Aparecen múltiples quistes funcionales ováricos y alta sensibilidad en el útero, los parametrios y los ligamentos uterosacros. Es  causa de un dolor pélvico crónico. También puede asociarse con dismenorrea y tenesmo vesical.
El síndrome de congestión pélvica  es una de las causas más frecuentes e infravaloradas del dolor pélvico crónico.

## Etiología
Se atribuye esta patología a la incompetencia de las venas ováricas y pélvicas, que puede dar lugar a varices en la extremidad inferior. Esto hace que se presente en las clínicas de varices.  La congestión pélvica está causada por la congestión de las venas que drenan los ovarios y el útero. La etiología es discutida pero en general se acepta, como causa del síndrome primario, la incompetencia valvular de las venas ováricas y/o hipogástricas. Los síndromes compresivos producen el síndrome secundario.

## Prevalencia
La prevalencia de este síndrome es del 43,4 % en mujeres de entre 18 y 50 años.

## Diagnóstico
La enfermedad constituye un reto tanto diagnóstico como terapéutico. Puede presentarse solo o en combinación con varices vulvares y/o insuficiencia venosa de las extremidades inferiores.
Este síndrome se diagnostica durante la venografía transuterina. También se puede sospechar este síndrome la ecografía pélvica, la resonancia magnética o la laparoscopia. La resonancia magnética y la venografía por tomografía computarizada suelen utilizarse en el diagnóstico. Se han establecido criterios por protocolo para identificar las varices pélvicas.
Aunque la ausencia de varices pélvicas ayuda a excluir el diagnóstico de este síndrome, su presencia en pruebas de imagen no es patognomónica, ya que las venas ováricas incompetentes y dilatadas son un hallazgo común e inespecífico. 
El diagnóstico de este síndrome se basa en una combinación de síntomas clínicos característicos que deben persistir en el tiempo durante más de seis meses. Además debe sumarse la dilatación o incompetencia de las venas pélvicas demostradas mediante ecografía Doppler y angio-TAC. La flebografía también se utiliza como un método diagnóstico-terapéutico.

## Tratamiento
En el pasado se usaba la histerectomía combinada con la esofrectomía como forma de tratamiento, la ligadura quirúrgica abierta de las venas ováricas y la ligadura laparoscópica de las venas. Hoy en día, el tratamiento del síndrome consiste en la terapia endovascular de las venas incompetentes y con reflujo.
Otra opción es la embolización transcatéter de las venas de las venas pélvicas y ováricas. El problema de este tipo de tratamientos es que pueden complicarse por la migración de la embolización de las bobinas utilizadas para ocluir las venas.